# Дијарбакир (вилајет)
Вилајет Дијарбакир (тур. Diyarbakır ili) је вилајет у Турској смештен на југоистоку државе. Са популацијом од 1.528.958 становника. Административни центар вилајета је град Дијарбакир. Вилајет, географски као и економски, је део региона Југоисточна Анадолија.